# Me gusta (canción de Shakira y Anuel AA)
«Me gusta» es una canción de la cantante colombiana Shakira y del cantante puertorriqueño Anuel AA. Fue lanzada el 13 de enero de 2020, a través de Ace Entertainment y Sony Music Latin. La canción contiene un sample de «Sweat (A La La La La Long)» de la banda jamaicaina Inner Circle.

## Antecedentes
Shakira tocó un pedazo de la canción en un estudio de grabación durante una entrevista en el programa «60 Minutos» de la CBS en noviembre de 2019. El 12 de enero de 2020, publicó la portada del sencillo y anunció la fecha de lanzamiento en su cuenta de Instagram. En la portada se ve a la cantante con un vestido rosa diseñado por el diseñador kuwaití Yousef Al-Jasmi. La canción marca el primer sencillo de Shakira como artista principal desde la canción «Nada» lanzada en 2018.

## Recepción crítica
Suzette Fernández de Billboard describió la canción como una "trampa de reggaeton optimista" con una letra que se centra en Shakira y Anuel AA como una pareja cuyo amor está "perdiendo las chispas". Suzy Exposito de Rolling Stone pensó que el tema "es un número de rock de un amante sin prisas con un delicado toque de dembow" y señaló que la complicada relación de la pareja "está totalmente comprometida a reclamar". Mike Nied de Idolator llamó a la canción "otra pegajosa y seriamente bailable" dentro del catálogo de Shakira.

## Video musical
El video musical de «Me gusta» se estrenó el 6 de marzo de 2020 en YouTube y actualmente cuenta con más de 235 millones de reproducciones en la plataforma y cuenta con más de 200 millones de streams en Spotify hasta el momento.

## Posicionamiento en listas
| Lista (2020)                                      | Mejor posición |
| ------------------------------------------------- | -------------- |
| Argentina Hot 100 (Billboard)                     | 18             |
| Bolivia Pop (Monitor Latino)                      | 1              |
| Brasil (Top 100 Brasil)                           | 73             |
| Canadá Pop (Billboard Hot Canadian Digital Sales) | 32             |
| CEI (TopHit Airplay)                              | 380            |
| Chile Pop (Monitor Latino)                        | 10             |
| Chile (Top 100 Singles)                           | 11             |
| Colombia (National-Report)                        | 1              |
| Croacia (HRT)                                     | 21             |
| Ecuador (Monitor Latino)                          | 1              |
| Ecuador (National-Report)                         | 1              |
| Ecuador Pop (Monitor Latino)                      | 1              |
| Ecuador Top 40 (Charts Ecuador)                   | 2              |
| El Salvador (Monitor Latino)                      | 1              |
| Eslovenia (SloTop50)                              | 49             |
| España National Top 50 (Euro 200)                 | 12             |
| España (PROMUSICAE)                               | 2              |
| España (LOS40)                                    | 8              |
| Estados Unidos (Bubbling Under Hot 100)           | 16             |
| Estados Unidos (Hot Latin Songs)                  | 6              |
| Estados Unidos (Latin Airplay)                    | 3              |
| Estados Unidos (Latin Digital Songs Sales)        | 2              |
| Estados Unidos (Latin Pop Airplay)                | 3              |
| Estados Unidos (Latin Rhythm Airplay)             | 13             |
| Europa (Euro 200)                                 | 84             |
| Honduras (Monitor Latino)                         | 7              |
| Italia (Billboard Digital Song Sales)             | 6              |
| Italia (FIMI)                                     | 20             |
| México (Mexico Airplay)                           | 2              |
| México (México Español Airplay)                   | 7              |
| México (Monitor Latino)                           | 1              |
| México Pop (Monitor Latino)                       | 5              |
| Países Bajos (Dutch Tipparade 40)                 | 16             |
| Panamá (Monitor Latino)                           | 8              |
| Panamá Pop (Monitor Latino)                       | 7              |
| Paraguay (Monitor Latino)                         | 14             |
| Perú Pop (Monitor Latino)                         | 5              |
| Polonia (Polish Airplay Top 100)                  | 13             |
| Puerto Rico (Monitor Latino)                      | 10             |
| República Dominicana (SODINPRO)                   | 19             |
| Rumania (Airplay 100)                             | 7              |
| Suiza (Billboard Digital Song Sales)              | 8              |
| Suiza (Schweizer Hitparade)                       | 42             |
| Uruguay (Monitor Latino)                          | 16             |
| Venezuela (Monitor Latino)                        | 7              |

## Certificaciones
| País           | Organismo certificador | Certificación      | Ventas certificadas | Ref.   |
| -------------- | ---------------------- | ------------------ | ------------------- | ------ |
| Brasil         | ABPD                   | Platino            | 40 000              |        |
| España         | PROMUSICAE             | 3x Platino         | 120 000             | [ 52 ] |
| México         | AMPROFON               | 2x Platino         | 120 000             | [ 53 ] |
| Italia         | FIMI                   | Oro                | 35 000              | [ 54 ] |
| Estados Unidos | RIAA                   | ×2 Platino (Latin) | 120 000             | [ 55 ] |
| Polonia        | IFPI                   | Platino            | 10 000              | [ 56 ] |